# Crocetta d’Orero
Die Crocetta d’Orero ist ein Pass in der italienischen Region Ligurien. Er ist nach dem Colle di Cadibona mit 468 Metern Höhe der zweitniedrigste Pass des Ligurischen Apenningebirges. Er befindet sich zwischen dem Valle Scrivia und dem Alta Val Polcevera auf der ligurisch-padanischen Wasserscheide und verbindet die Gemeinden Serra Riccò und Casella.
Am Pass befindet sich eine gleichnamige Siedlung, die zur Frazione Orero gehört. Letztere ist ein Ortsteil von Serra Riccò. Die Entfernung zum Gemeindeverwaltungssitz in Pedemonte beträgt ungefähr acht Kilometer, zur Gemeinde Casella lediglich zwei Kilometer.
Der Pass wird von der Ferrovia Genova–Casella sowie den Provinzstraßen SP2 und SP3 durchquert.